# Filo & Peri
Filo & Peri – amerykański duet DJ-ów, w którego skład wchodzą Dominic Filopei i Bo Pericic. Duet powstał w 2003, krótko potem podbijając świat muzyki trance. Ich utwory można usłyszeć m.in. w najpopularniejszej komplikacji na świecie, A State of Trance oraz w setach innych znanych artystów klubowej sceny. Istnieją również różne remixy kawałków zrealizowanych przez muzyków. Artyści tworzą też własne wersje piosenek znanych DJ-ów. Do tej pory wydali jeden album studyjny pt. Nightplay. Należą do niemieckiej wytwórni muzycznej Vandid Record, założonej przez Paula Van Dyka. Na swoim koncie mają ponad 100 remixów różnych utworów. Muzycy działają także pod wieloma pseudonimami m.in. Empire State, FNP, Factor Madison, Taxi lub Whirlpool. Podczas A State of Trance 450 wystąpili na evencie w rodzinnym Nowym Yorku.

## Dyskografia

### Albumy studyjne
- Nightplay (2009)

### Single
- This Night  (feat.Audrey Gallagher) (2010)
- Ashley (feat. Aruna) (2009)
- Drops Of Jupiter (2009)
- Drops Of Jupiter The Remixes (2009)
- The Digital Sessions Ibiza 2009 mixed by Filo & Peri" (2009)
- Butta Space (2008)
- Buzzed Up (2008)
- We Are (feat. Eric Lumiere) (2008)
- Shine On (feat. Eric Lumiere) (2008)
- Anthem (feat. Eric Lumiere) (2007)
- Closer Now (feat. Fisher) (2006)
- Ordinary Moment (feat. Fisher) (2006)
- Inside of Me (feat. Vanessa Valentin) (2007)
- Come Together (feat. Chris Villari) (2007)
- Secret Harmony (feat. Marne Massa & Darren Barley) (2007)
- Heaven (feat. Lorraine) (2006)
- Giddy Up (2006)
- Dance With A Devil (2006)
- Pocket Pimps (2007)
- Jiggle It (feat. Nucvise) (2007)
- Electric Funk (feat. Serge Devant) (2007)
- Wet Groovin (2007)
- Long Train Running" (2006)
- Elevation (2004)